# القمر الصناعي لتغطية حقل الجاذبية واختبار المناخ
القمر الصناعي لتغطية حقل الجاذبية واختبار المناخ (بالإنجليزية: Gravity Recovery And Climate Experiment (GRACE)) هو قمر صناعي مزدوج للتحديد الدقيق لحقل الجاذبية الأرضي في المدارات القليلة الارتفاع[ ؟ ]( 200 - 1200 كم),حيث أنه يوفر أدق البيانات على الإطلاق في هذا المجال.
يطلق على هذين القمرين التوأم توم وجيري.
و هذا القمر مشروع ألماني وأمريكي مشترك.
خصائص:
تبلغ المسافة بين القمرين 200 كم.
الوزن:400 كغ.
الطول:3 متر.
تاريخ الإطلاق: 17.03.2002.
مدة الدوران حول الأرض[ ؟ ] : 9.4 دقيقة.
الارتفاع عن سطح الأرض[ ؟ ] : 500 كم.
مهامه:
- التحديد الدقيق لتغيرات الجيوئيد geoid.
-الحصول على معلومات عن التغيرات الدقيقة لمكونات لحقل الجاذبية الأرضي.
- إن توفر قياسات دقيقة عن انتقال الكتل المائية وتحديد تأثيرها على حقل الجاذبية والكشف عن آثارها على كوكبنا، يتيح دراسة القضايا المناخية فهم أفضل لسطح المحيطات والتيارات والحرارة وقياس التغيرات في الضغط على قاع البحر .